# Filago hurdwarica
Filago hurdwarica là một loài thực vật có hoa trong họ Cúc. Loài này được (Wall. ex DC.) Wagenitz mô tả khoa học đầu tiên năm 1968.